# Endecagrama

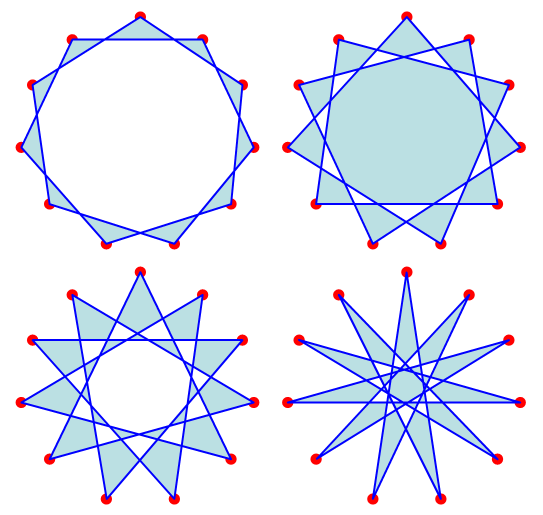
Endecagramas en configuraciones {11/2}, {11/3}, {11/4} y {11/5}

En geometría, un endecagrama (también denominado hendecagrama o endekagrama) es un polígono en estrella que tiene once vértices. 
El término hendecagram combina un prefijo de número griego, hendeca-, con el sufijo griego -gram. El prefijo hendeca se deriva del griego ἕνδεκα (ἕν + δέκα, uno + diez) que significa "once ". El sufijo -gram deriva de γραμμῆς (grammēs) que significa una línea.

## Endecagramas regulares
Hay cuatro endecagramas regulares, que pueden describirse mediante las notaciones {11/2}, {11/3}, {11/4} y {11/5}. En esta notación, el número después de la barra inclinada indica el número de pasos entre pares de puntos que están conectados por cada arista. Estas mismas cuatro formas también pueden considerarse como las estelaciones de un endecágono regular.
Como 11 es primo, todos los endecagramas son polígonos en estrella y no figuras compuestas.

## Construcción
Al igual que con todos los polígonos regulares impares y polígonos en estrella cuyas órdenes no son productos de distintos primos de Fermat, los endecagramas regulares no se pueden construir con regla y compás. Sin embargo,Hilton y Pedersen (1986) describen patrones de plegado para confeccionar los hendecagramas {11/3}, {11/4} y {11/5} con tiras de papel.

## Aplicaciones
Los prismas sobre los endecagramas {11/3} y {11/4} pueden usarse para aproximar la forma de las moléculas de ADN.
La Isla de la Libertad, convertido en la base de la Estatua de la Libertad en la ciudad de Nueva York, es una fortaleza en forma de estrella irregular de 11 puntas.
El Rollo de Topkapi contiene imágenes de una forma de estrella Girih de 11 puntas utilizada en el arte islámico. La estrella en este pergamino no es una de las formas regulares del endecagrama, sino que usa líneas que conectan los vértices de un endecágono con puntos medios casi opuestos de los bordes del endecágono. Los patrones Girih de estrella de 11 puntas también se usan en el exterior del mausoleo de Momine Khatun. Eric Broug escribe que este patrón "puede considerarse una cumbre en el diseño geométrico islámico".
|  |  |

Se usó una sección transversal en forma de estrella de 11 puntas en el Space Shuttle Solid Rocket Booster, para el núcleo de la sección delantera del cohete (el espacio hueco dentro del cual se quema el combustible). Este diseño proporcionó más área de superficie y mayor empuje en la primera parte del lanzamiento, y una velocidad de combustión más lenta y un empuje reducido después de que las puntas de la estrella se quemaran, aproximadamente al mismo tiempo que el cohete superaba la barrera del sonido.